# Jean Nuttli
Jean Nuttli (Kriens, 2 gennaio 1974) è un ex ciclista su strada svizzero, specialista delle prove a cronometro.

## Carriera
Nuttli si è avvicinato al mondo del ciclismo in maniera atipica. Nel 1996 pesava infatti 125 kg e intraprese una tabella di allenamento, che prevedeva l'utilizzo di cyclette, e una ferrea dieta che lo portò a perdere oltre 55 kg.
Sfruttando questo esercizio, dopo un breve periodo da stagista nel Team Ericsson-Villiger, si fece conoscere nel 2000, quando ancora non professionista, vinse la Chrono des Herbiers, davanti a specialisti affermati come Serhij Hončar e László Bodrogi, il Grand Prix del Cantone di Lucerna e si classificò undicesimo nella prova contro il tempo dei Campionati del mondo.
Le sue prestazioni attirarono l'attenzione della Phonak Hearing Systems, con cui firmò il primo contratto da professionista nel 2001 dopo un periodo da stagista. In quella stagione Nuttli bissò la vittoria alla Chrono des Herbiers, vinse la quarta tappa del Tour du Poitou-Charentes e si laureò campione svizzero a cronometro.
Nel 2002 firmò per la squadra francese Saint-Quentin-Oktos, con cui ottenne una sola vittoria (la quarta tappa del Circuit de la Sarthe), un secondo posto ai campionati svizzeri a cronometro dietro a Fabian Cancellara e un terzo posto al Memorial Fausto Coppi. Tentò inoltre due volte, al velodromo di Bordeaux, l'assalto al record dell'ora, detenuto all'epoca da Chris Boardman, fermandosi però a 47,093 km, record nazionale, ma lontano oltre 2 km dalla prestazione del britannico.
Nel 2003 passò per due stagioni agli austriaci del Team Volksbank, con cui ottenne complessivamente sette successi, tra cui una tappa e la classifica generale della Brandenburg Rundfahrt. Dopo un anno senza squadra, nel 2006 firmò per sei mesi con i lettoni della Rietumu Bank-Riga, ma senza ulteriori affermazioni.
Ha disputato cinque prove del campionato del mondo a cronometro con la maglia della nazionale svizzera.

## Palmarès
- 2000 (Dilettanti)

Chrono des Herbiers
- 2001 (Phonak Hearing Systems, tre vittorie)

4ª tappa Tour du Poitou-Charentes
Chrono des Herbiers
Campionati svizzeri, prova a cronometro
- 2002 (Saint-Quentin-Oktos, una vittoria)

4ª tappa Circuit de la Sarthe
- 2003 (Team Volksbank, quattro vittorie)

Prologo Jadranska Magistrala
1ª tappa Brandenburg Rundfahrt
Classifica generale Brandenburg Rundfahrt
Duo Normand (con Philippe Schnyder)

### Altri successi
- 2003 (Team Volksbank)

criterium di Mauren
criterium di Corsier
- 2004 (Team Volksbank)

cronocoppie di Zurzach (con Gusti Zollinger)

## Piazzamenti

### Competizioni mondiali
- Campionati del mondo

Plouay 2000 - Cronometro Elite: 11º
Lisbona 2001 - Cronometro Elite: 13º
Zolder 2002 - Cronometro Elite: 23º
Hamilton 2003 - Cronometro Elite: 21º
Verona 2004 - Cronometro Elite: 27º